# Steven Zuber
Steven Zuber (* 17. srpna 1991) je švýcarský fotbalista, který hraje jako křídlo za švýcarský klub FC Curych a za švýcarskou reprezentaci. Během své kariéry hrál ve Švýcarsku, Rusku, Německu a Řecku.

## Reprezentační kariéra
Reprezentoval Švýcarsko v kategoriích do 17, 19 a 21 let. Byl vybrán jako náhradník na Mistrovství Evropy U17 2008. Účastnil se Letních olympijských her 2012.
Byl vybrán do 23členné sestavy pro Mistrovství světa v roce 2018, odehrál zápasy proti Srbsku a Brazílii. Proti Brazílii vstřelil vyrovnávací gól. Hrál i v osmifinále proti Švédsku, kterému Švýcarsko podlehlo 0:1. 
V roce 2019 hrál vyřazovací fázi Ligy národů, kde skončilo Švýcarsko čtvrté. 
Hrál i na Mistrovství Evropy 2020, v osmifinále proti Francii si připsal asistenci a vybojoval penaltu. Švýcaři vypadli ve čtvrtfinále.
Mistrovství světa v roce 2022 vynechal kvůli zranění. 
V roce 2023 odehrál 30 minut proti Andoře. 
Byl vybrán do předběžného 38členného výběru pro Mistrovství Evropy 2024. V přípravném zápase proti Estonsku vstřelil gól.